# Corfe Mullen
Corfe Mullen est une paroisse civile et un village du Dorset, en Angleterre.